# Yezophora sachalina
Yezophora sachalina är en insektsart som beskrevs av Matsumura 1942. Yezophora sachalina ingår i släktet Yezophora och familjen spottstritar. Inga underarter finns listade i Catalogue of Life.